# Manubrium sterni

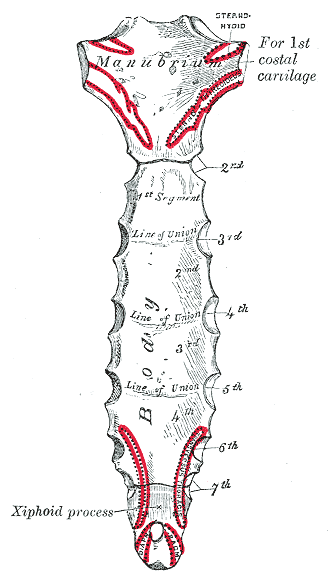
Bröstbenet.

Manubrium (lat. för handtag) eller manubrium sterni är den övre och bredare delen av bröstbenet (sternum). Manubrium har en mycket speciell kvadrangulär form, där den övre (superiora) delen är bredare än den nedre (inferiora). Benet kan även kännas strax under där de två nyckelbenen går ihop.

## Galleri

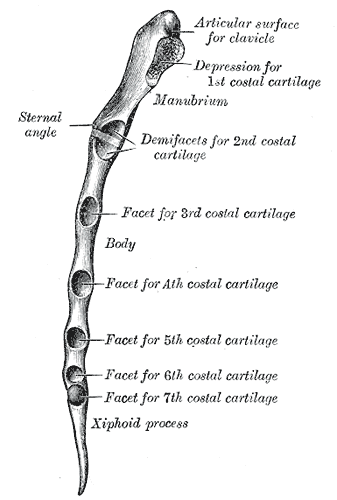
Bröstbenet sett från sidan.
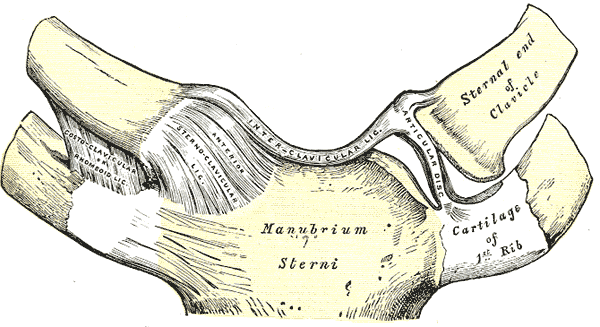
Sternoclavicularleden.